# Stănilești
Stănilești es una comuna ubicada en el distrito de Vaslui, Rumania.

## Superficie
Posee una superficie de 88,26 kilómetros cuadrados.

## Demografía
Hasta 2021 la población era de 5006 habitantes, con una densidad de población de 56,72 habitantes por kilómetro cuadrado.